# Trabzonspor (féminines)
Cet article concerne le club de football féminin. Pour le club de football masculin, voir Trabzonspor.
Maillots
Trabzonspor est un club de football turc domicilié dans la ville portuaire de Trabzon qui comprend une section féminine fondée le 16 octobre 2007. L'équipe évolue dans le Championnat de Turquie de football féminin.

## Palmarès
- Championnat de Turquie de football féminin
  - Champion : 2009 et 2010